# Aeroportul Municipal Grosse Ile
Aeroportul Municipal Grosse Ile (IATA: ONZ, ICAO: KONZ, FAA LID: ONZ) este un aeroport din Comitatul Wayne, Michigan, Michigan, Statele Unite ale Americii ce deservește zona Grosse Ile Township⁠(d). Aeroportul a fost tranzitat în 2013 de 0 pasageri.
Situat la o altitudine de 180 m, aeroportul dispune de 2 piste.

## Infrastructură

### Piste
Aeroportul dispune de 2 piste. Pista 4/22 are suprafața de beton și dimensiunile 4.846 picioare × 100 picioare. Pista 17/35 are suprafața de beton și dimensiunile 4.424 picioare × 75 picioare. 